# Фриц Мантојфел
Фриц Мантојфел (11. јануар 1875 — , 21. април 1941) је немачки гимнастичар, учесник на првим Олимпијским играма 1896. у Атини.
Мајнтојфел је освојио две златне медаље као члан немачког тима који је освојио обе екипне дисциплине, на разбоју и вратилу. У појединачним дисцилинама није имао значајнијег успеха иако је учествовао у 4 дисцилине:вратило, разбој, прескок и коњ са хватаљкама. У свим тим дисциплинама пласирао се између 13. и 18. места.
Мајнтојфел је учествовао и на Олимпијским играма 1900. у Паризу. Такмичио се у вишебоју. Вишебој је имао 16 дисциплина и укупно се могло освојити 320 бодова, Мантојфел је заузео 72. место (од 135 такмичара) са освојених 223 бода.